# Parakou
Parakou est une commune et une grande ville du nord du Bénin et la préfecture du département du Borgou. Elle est située sur la Route nationale inter-états 2 (RNIE 2) qui traverse le Bénin du nord au sud et relie notamment la ville à Cotonou. Elle se trouvait également sur la ligne de chemin de fer Bénin-Niger, aujourd'hui non-fonctionnelle.

## Géographie

### Climat
Le climat est de type tropical humide (sud-soudanien), avec une saison des pluies (mai à octobre) et une saison sèche (novembre à avril). Les précipitations sont d'environ 1 200 mm par an, particulièrement abondantes en juillet, août et septembre. Les températures les plus basses sont enregistrées en décembre-janvier, la moyenne annuelle étant de 26,8 °C.

### Relief et hydrographie

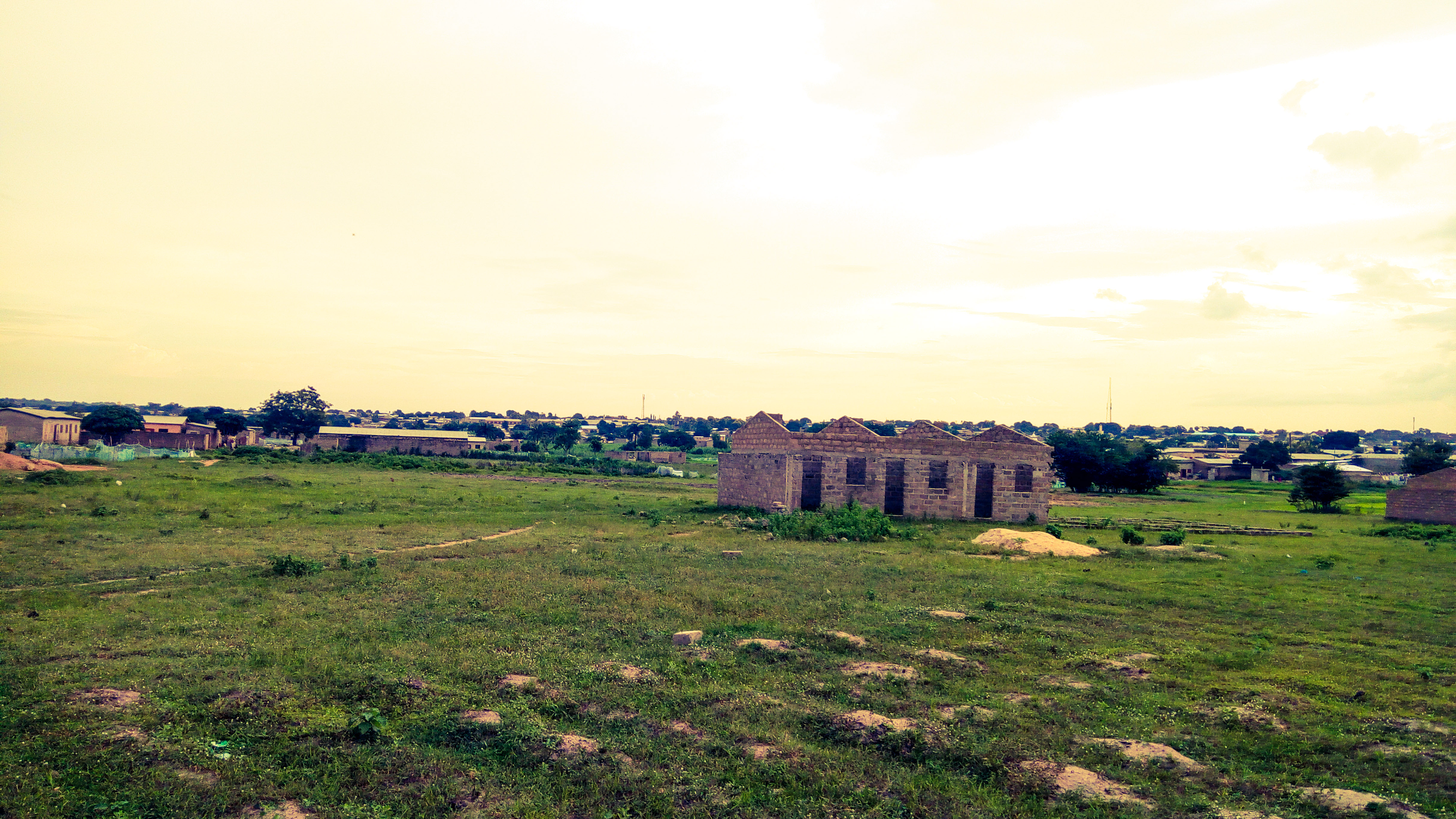
Une vue sur le paysage de Parakou.

La commune de Parakou est située à une altitude moyenne de 350 m. Son relief est assez modeste, plutôt vallonné. Elle est arrosée par des ruisseaux temporaires ou affluents de la rive droite de l'Okpara. Les eaux de la zone d'Alaga se déversent dans l'Ouémé.

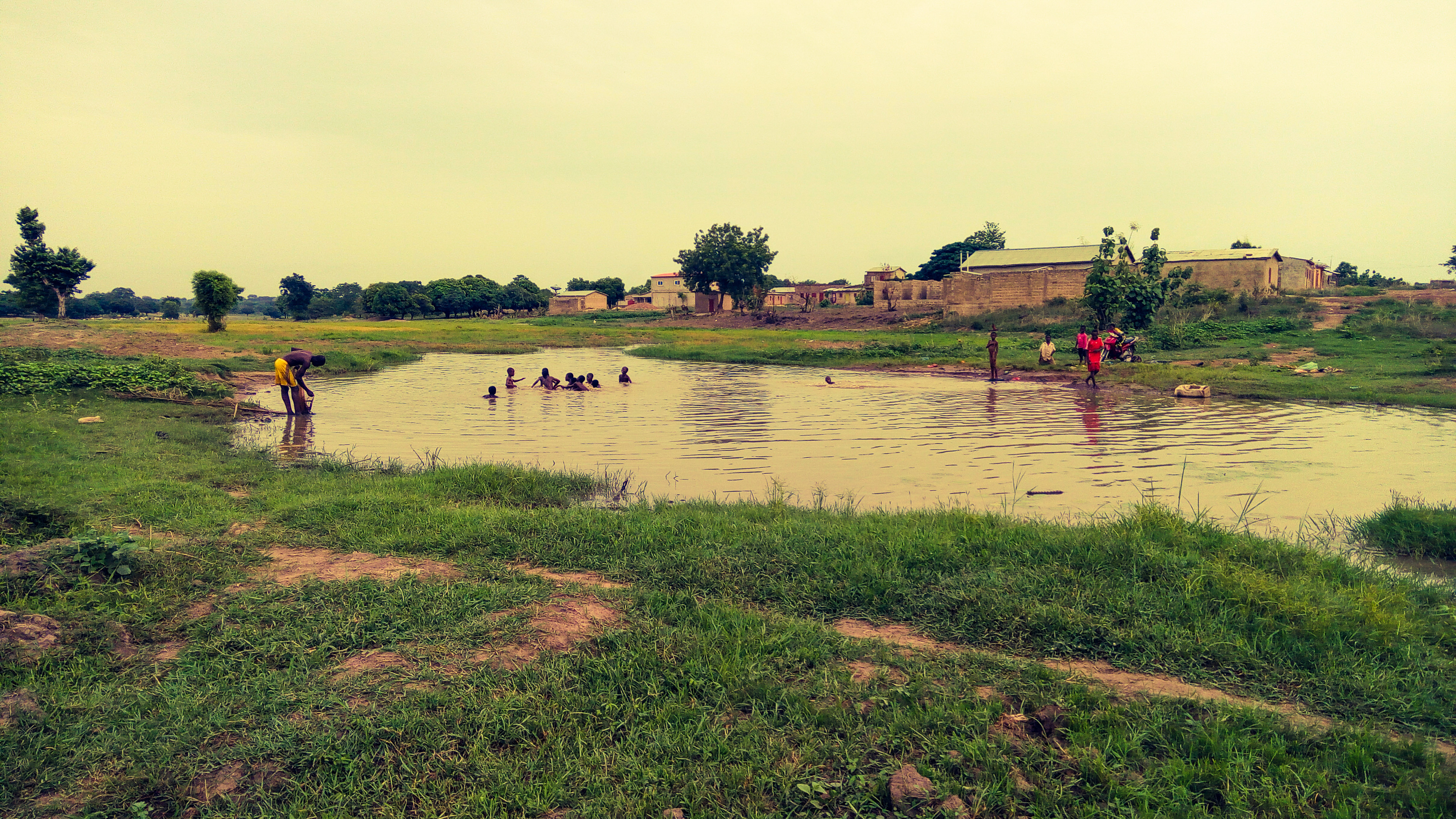
Bas-fonds de Baka.

### Végétation
Le couvert végétal est dominé par la savane arborée, avec la présence de Parkia biglobosa (néré), Blighia sapida (faux acajou), Diospyros mespiliformis (bois d'ébène) Butyrospermum paradoxum (karité).

Spécimens collectés à Parakou.
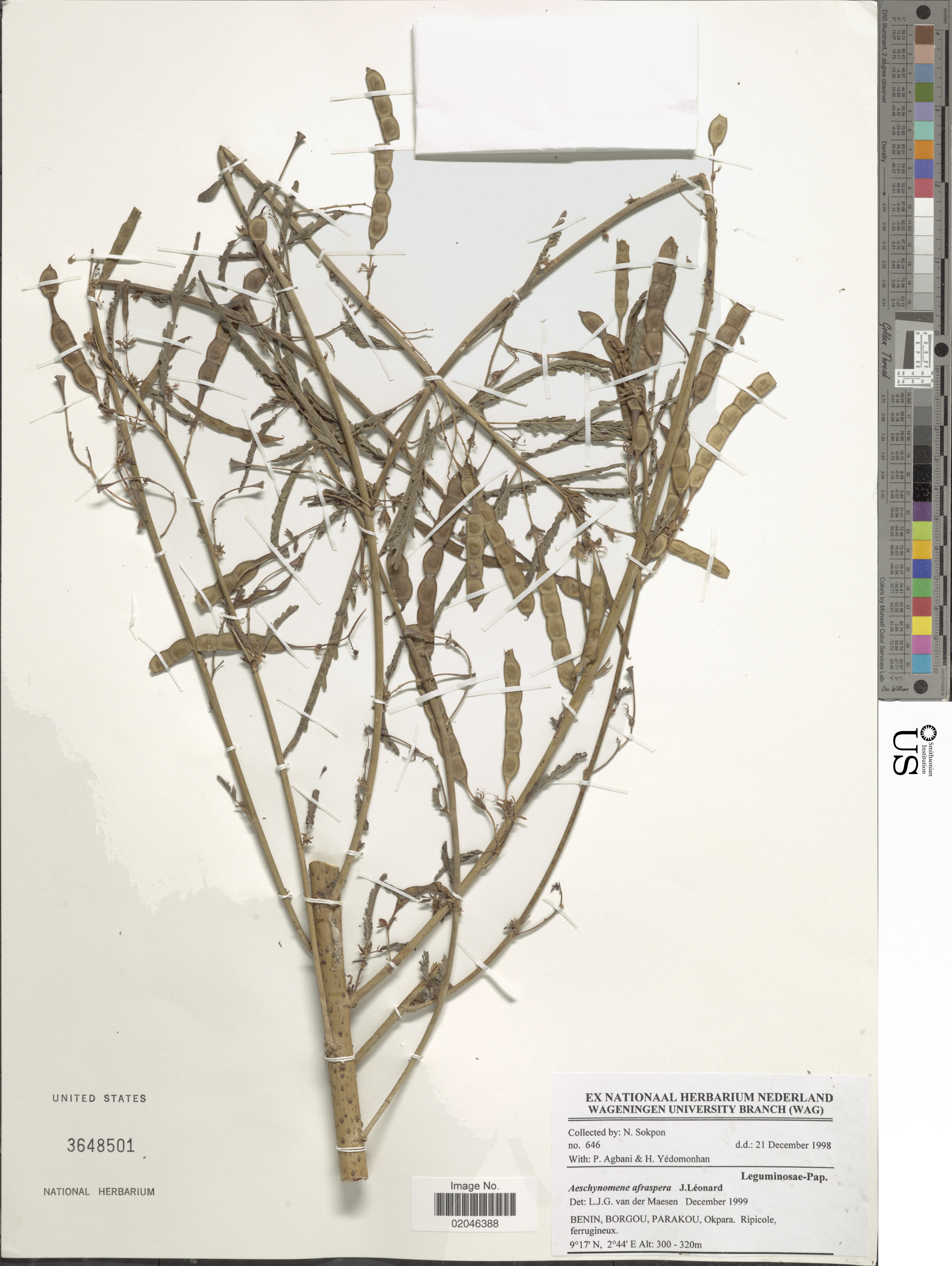
Aeschynomene afraspera.
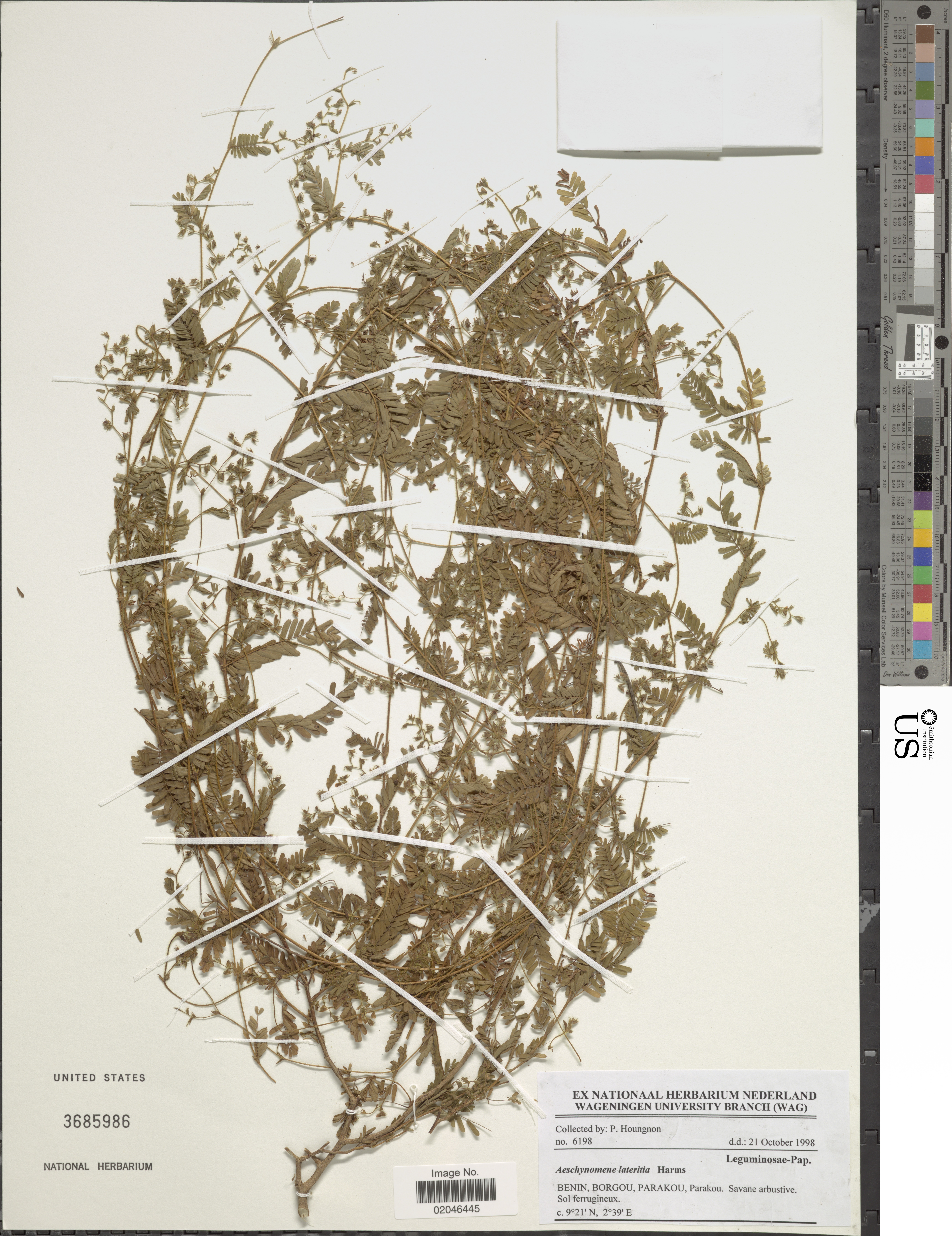
Aeschynomene lateritia.
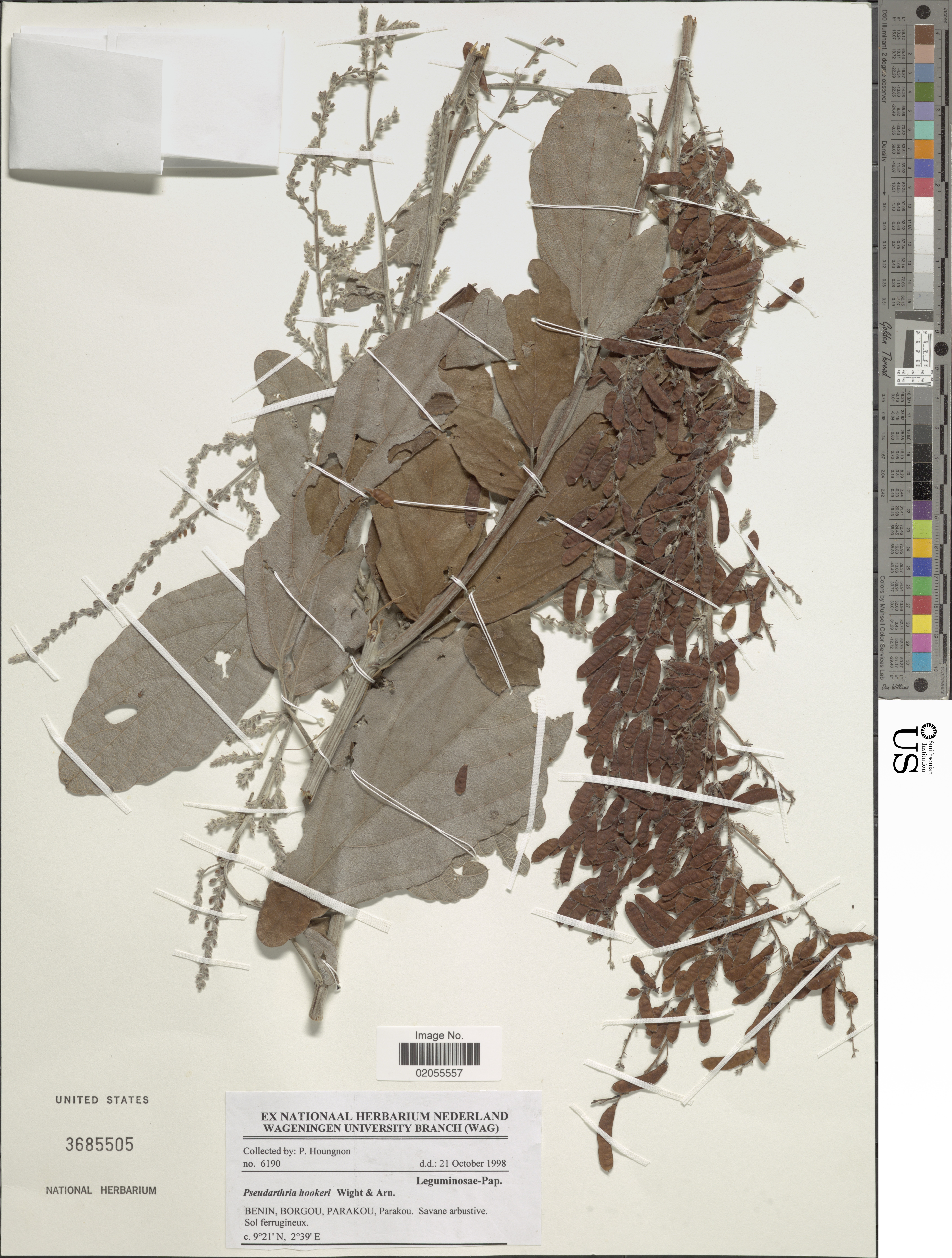
Pseudarthria hookeri.
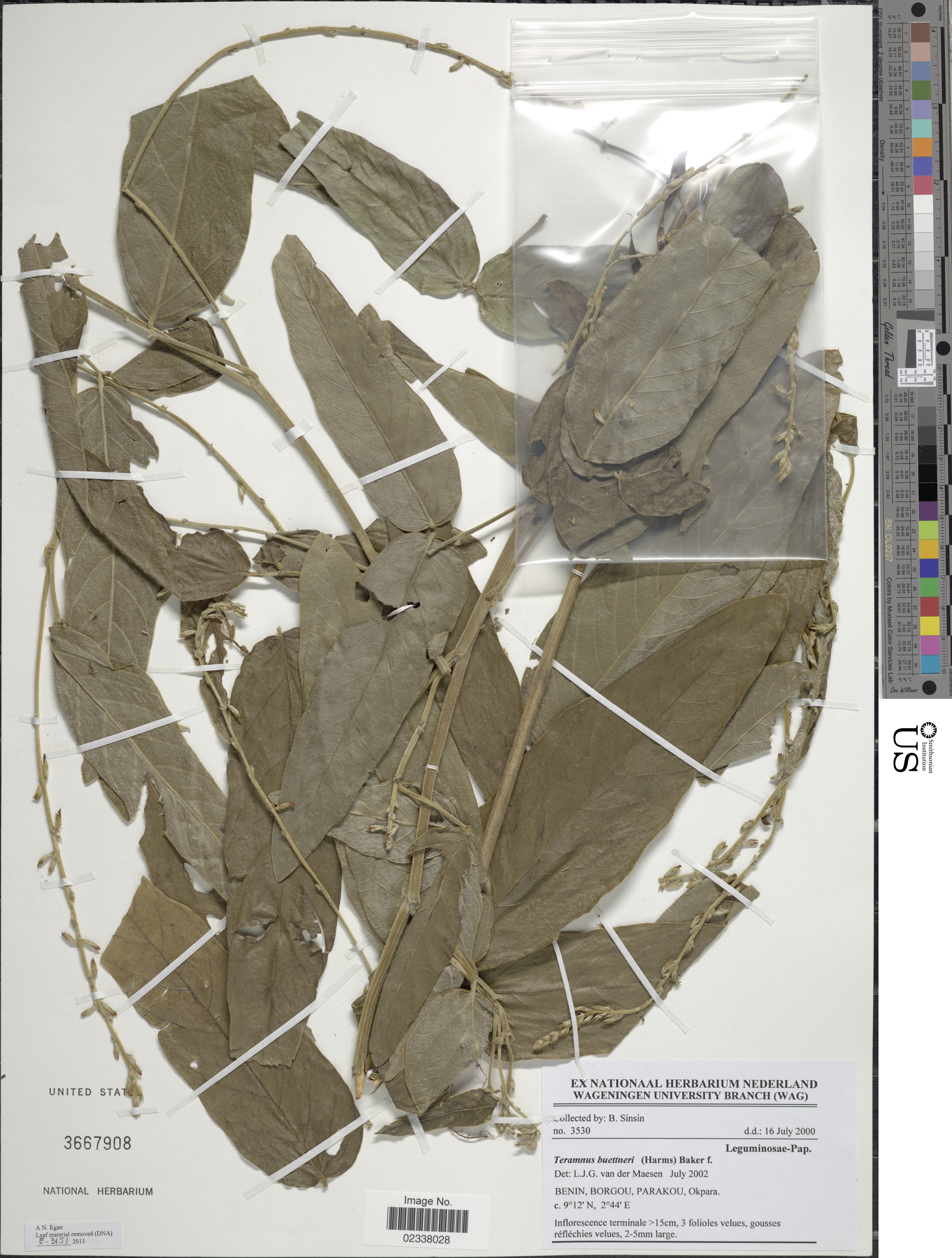
Teramnus buettneri.

### Démographie
La commune de Parakou connaît une très forte augmentation de sa population, qui est passée de 103 577 habitants en 1992 à 149 819 en 2002 (RGPH3) et 255 478 habitants en 2013 (RGPH-4).
Plusieurs groupes ethnolinguistiques y vivent : Batonou (29,4%), Dendi (15,4%), Yoruba (14,9%), Otamari (5,4%), Yom et Lokpa (5,1%), Peuls (4,4%), Adja (2,9%) et autres. La religion dominante est l'islam (52,4 %).

## Administration
La Mairie de Parakou sous la houlette de son tout premier maire Rachidi Gbadamassi a présidé l’Association National des Communes du Bénin [ ANCB ]. À la suite de l'invalidation par la cour suprême du siège d'un conseiller, une autre élection a eu lieu jeudi 13 août 2020. À la suite de cette élection entre les conseillers, Inoussa Chabi zimé devient maire de parakou, en remplacement de Aboubakar YAYA, ayant succédé à Charles Toko, qui lui avait succédé en octobre 2016 à Souradjou Adamou Karimou, ce dernier aussi en 2015 à aussi remplacé Souley Alagbé. La commune de Parakou compte trois arrondissements et près de 77 villages et quartiers de ville : Amawihon, Bakaga, Bakounkparou, Bakounourou, Baperou, Bereyadou, Borarou, Darou Kourarou, Debregourou, Dokparou, Douerou, Forane Kparou, Gagbebou, Ganou, Ga Yakabou, Gommboko, Gorobani, Gouforou, Goutere, Guema, Guererou, Guinrerou, Kaborokpo, Kabro, Karobouarou, Kipare, Konkoma, Koumerou, Kperou Guera, Moundouro, Nekinparo, Nikikperou, Ouroungourou, Pepekino, Pepepeterou, Sanro, Senouorou, Sokoumeno, Sokouno, Sonoumo, Sourou, Suinrou, Tabayorourou, Tankaro, Tankaro Ga, Teougourou Gando, Tian, Tinekonparou, Tora, Tourou, Wansirou, Weria, Wore, Worora, Yakassirou.

## Histoire

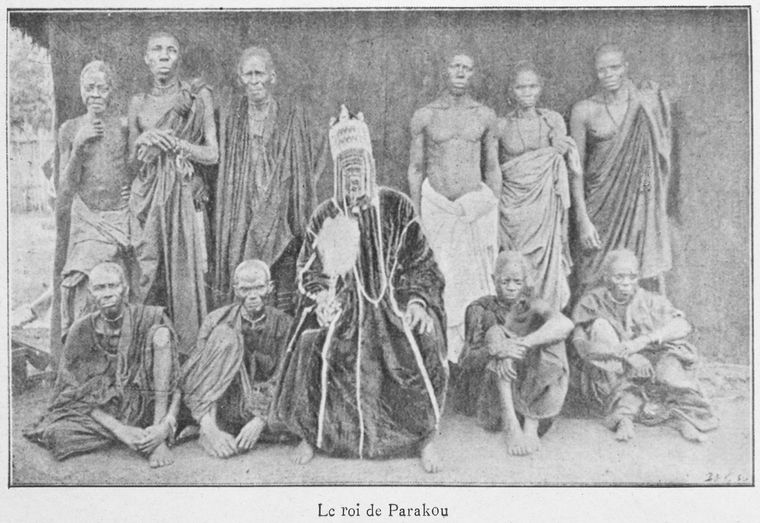
Le roi de Parakou

La fondation de la ville remonte au XVIe siècle par des commerçants de wassangari.

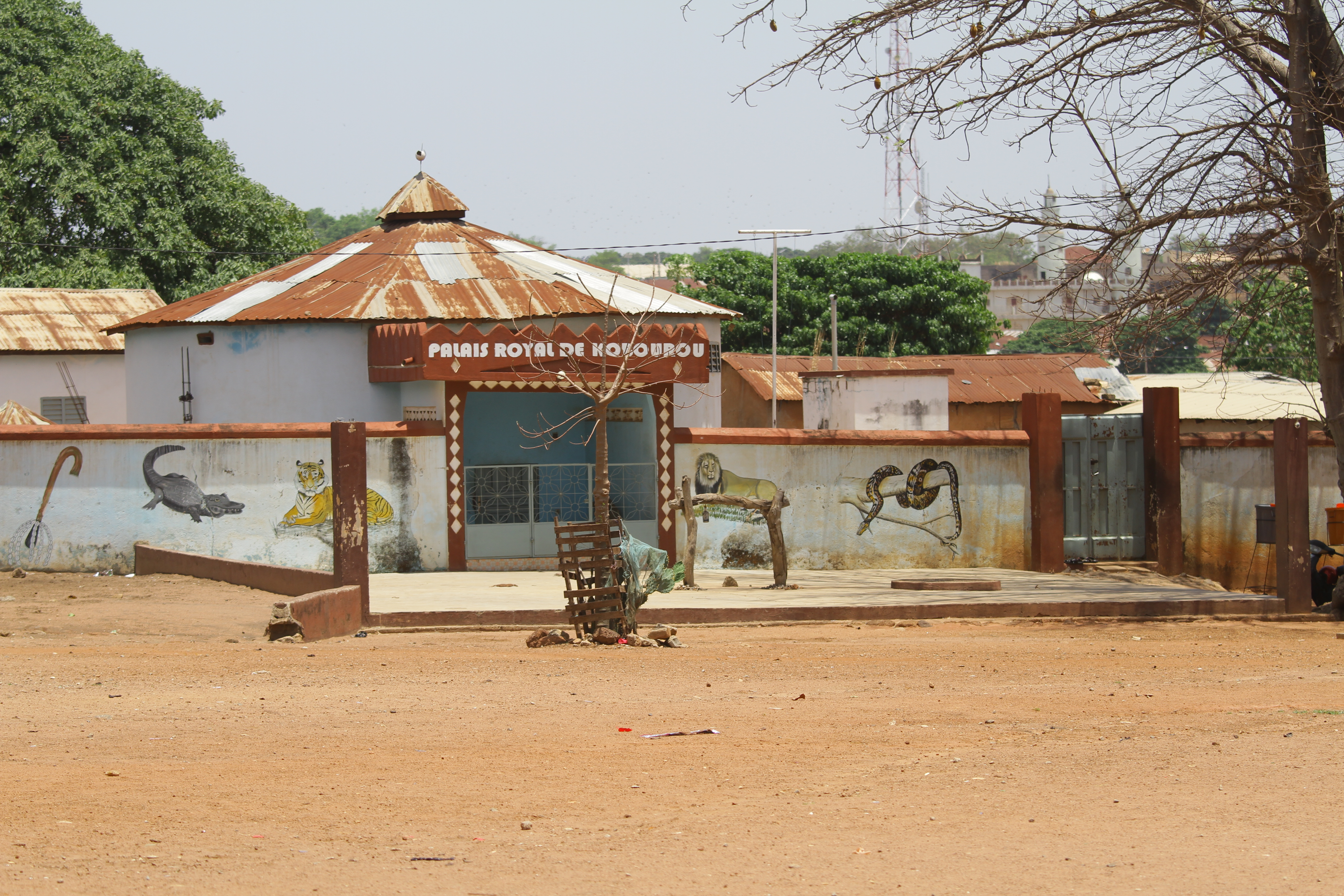
Palais royal de Kobourou.

Même si le trône de Sinaguruu n'est pas reconnu comme un trône wasangari de par le lien de sang, le royaume de Parakou (KƆRƆKU TEM) a presque la même structure que tous les autres royaumes wasangari du Baruwuu tels que Kwande, Kandi, etc. En effet, il y a le trône du chef politique et administratif (les Akpaki dont le palais se trouve au quartier Sinaguruu de la ville de Parakou) et le trône de chef de terre (les Gbeeguruu Sunɔ ou Sina Wobagi dont le palais est situé à Gbeeguruu dans la commune de N'Dali; mais leur site initial était à Kɔmi-Gea à la périphérie Nord de la ville de Parakou). La particularité de Parakou (KƆRƆKU TEM) est qu'il y a aussi un chef de terre délégué ou exécutif (les Kpebie Sunɔ dont le palais est au quartier Kpébié de la ville de Parakou).
Le premier roi de Parakou ayant été un fils adoptif du Sinaboko de Nikki, il a reçu une pure éducation wasangari. Avant d’accéder au trône de Sinaguruu à Parakou, il avait porté un titre de Gɔɔbiru (noblesse) auquel aspire tout prince wasangari qui veut prétendre au trône impérial de Nikki plus tard. Il s’agit du titre de « Kpaasɔɔ » appelé communément « Passo » de nos jours. Selon le Professeur Léon Bio Bigou, il serait le premier prince à porter ce titre de noblesse près la cour impériale du Sinaboko. En plus de ce titre, il a reçu quelques attributs princiers : les Etriers noirs en fer, le Bente (bande en tissu épais servant à couvrir l’arrière du cheval jusqu’au bout de la queue) et le Yankokoru, c’est-à-dire le gon.
Après qu’il a quitté la capitale Nikki et s'est installé à Sinaguruu (Parakou) avec un statut de chef politique et administratif pour le maintenir en milieu baatɔnu/bariba qui l’a élevé, KpaasƆƆ, le Gɔɔbi (Noble) a été investi du titre de Akpari Koburu. Aussi, le Sinaboko (qui était issu de la branche dynastique Makararu) et sa cour ont décidé de le garder dans le giron de Nikki et l’ont institutionnalisé pour le compte de la branche dynastique Makararu avec les mêmes attributs que les princes de cette branche dynastique. Ainsi, les étriers noirs en fer (hiérarchiquement inférieurs) ont été remplacés par les étriers blancs en cuivre (hiérarchiquement supérieurs). C’est là, l’origine de ce titre princier KpaasƆƆ  dans la branche dynastique Makararu.
Même si les Baatɔmbu (Bariba) constituent la majorité de la population du royaume, des commerçants d'origines diverses (Hausa, Zarma/Dendi, Yoruba, Gurmache, Mandingue, etc.) ont un tant soit peu contribué à la prospérité économique et au dévéloppement du royaume de Parakou. Les Peulh et les Nagot aussi sont partie intégrante du royaume. De nos jours, on y retrouve aussi des peuples de toutes les contrées du Bénin tels que les Adja, les Fon, les Lokpa, les Otammari, etc., et d’autres nationalités du monde entier. Le noyau du royaume constitué de Sinaguruu, Kpebie, Komi-Gea (Tiinre) et le quartier général des commerçants (Marché Arusɛkɛ) ont donné naissance à un centre urbain appelé aujourd’hui la ville de Parakou. Avec les subdivisions faites dans le cadre de l’administration territoriale, la plus grande partie du royaume a été répartie entre les communes de Tchaourou, N’Dali et probablement Bassila aussi.
| nom                   | règne                     |
| --------------------- | ------------------------- |
| Akpaki Duro Bekuru    | ... - ...                 |
| Akpaki Atagara        | ... - ...                 |
| Akpaki Timkpopo       | ... - ...                 |
| Akpaki Yereku         | ... - ...                 |
| Akpaki Gobinyesse,    | ... - ...                 |
| Akpaki Tinra I        | ... - ...                 |
| Akpaki Bukukinmin     | ... - ...                 |
| Buru Borassi          | ... - ...                 |
| Akpaki Lafia          | 1894                      |
| Buru Gingirekpunon    | 189. - 1895               |
| Buru Donborigi        | 1895                      |
| Buru Gessere          | 1895-1927                 |
| Akpaki Tinra II       | 1927 - 1942               |
| Buru Donkakuson II    | 1942 - 1952               |
| Akpaki Duro Bekuru II | 1952 - 1974               |
| Akpaki Lafia II       | 1974 - 1995               |
| Akpaki Dagbara II     | 28 déc 1995 - 12 oct 2004 |
| Akpaki Bu Ku Kènè     | 20 sept. 2012             |

Akpaki Gobi Yinsè 2017 à nos jours.

## Économie
Ses principales industries sont la fabrication d'huile d'arachide et la brasserie. L’économie locale est également centrée sur l’exploitation forestière (notamment du teck), la culture et l’égrenage du coton, le commerce de céréales.

Exploitation forestière.
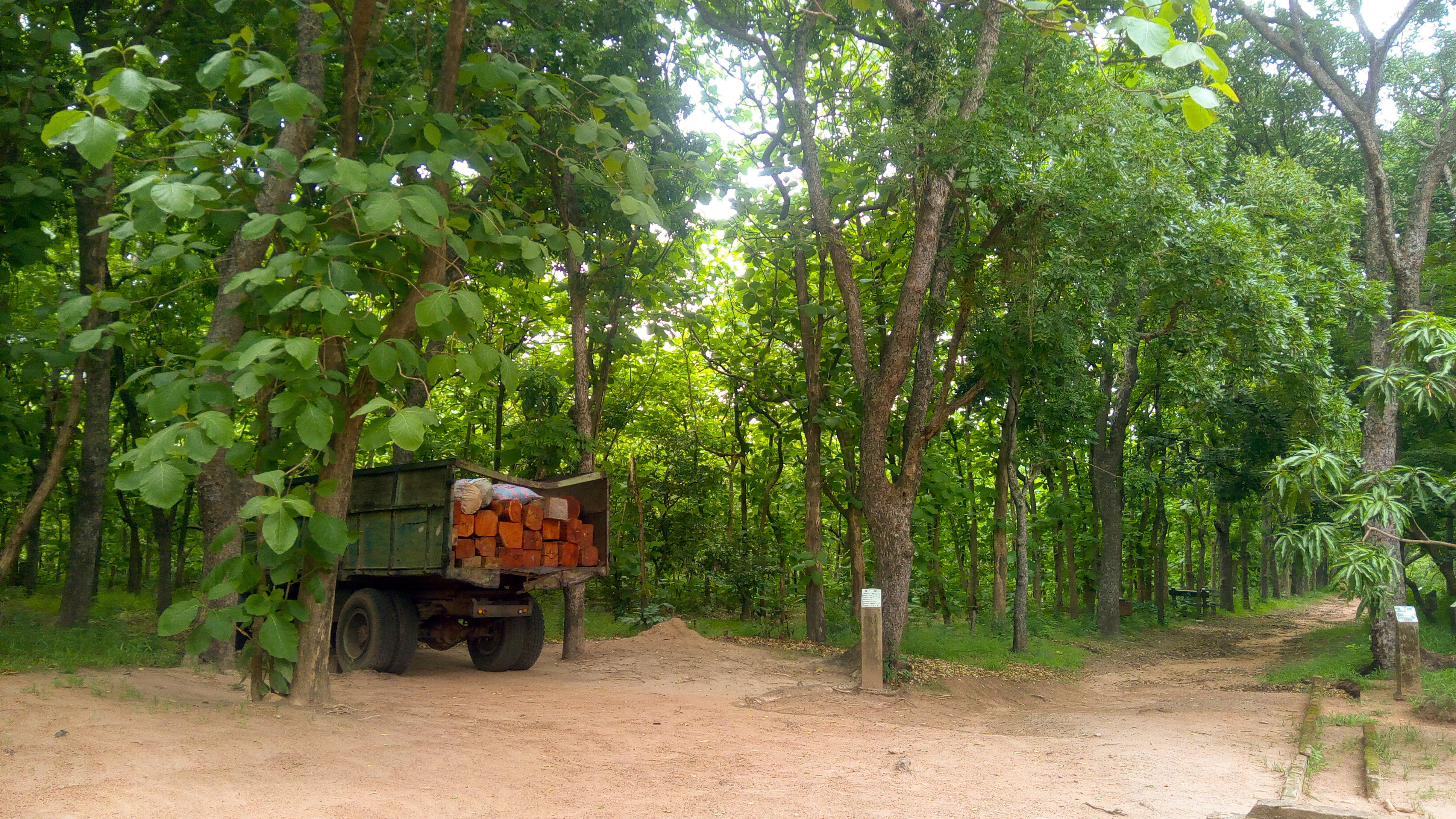
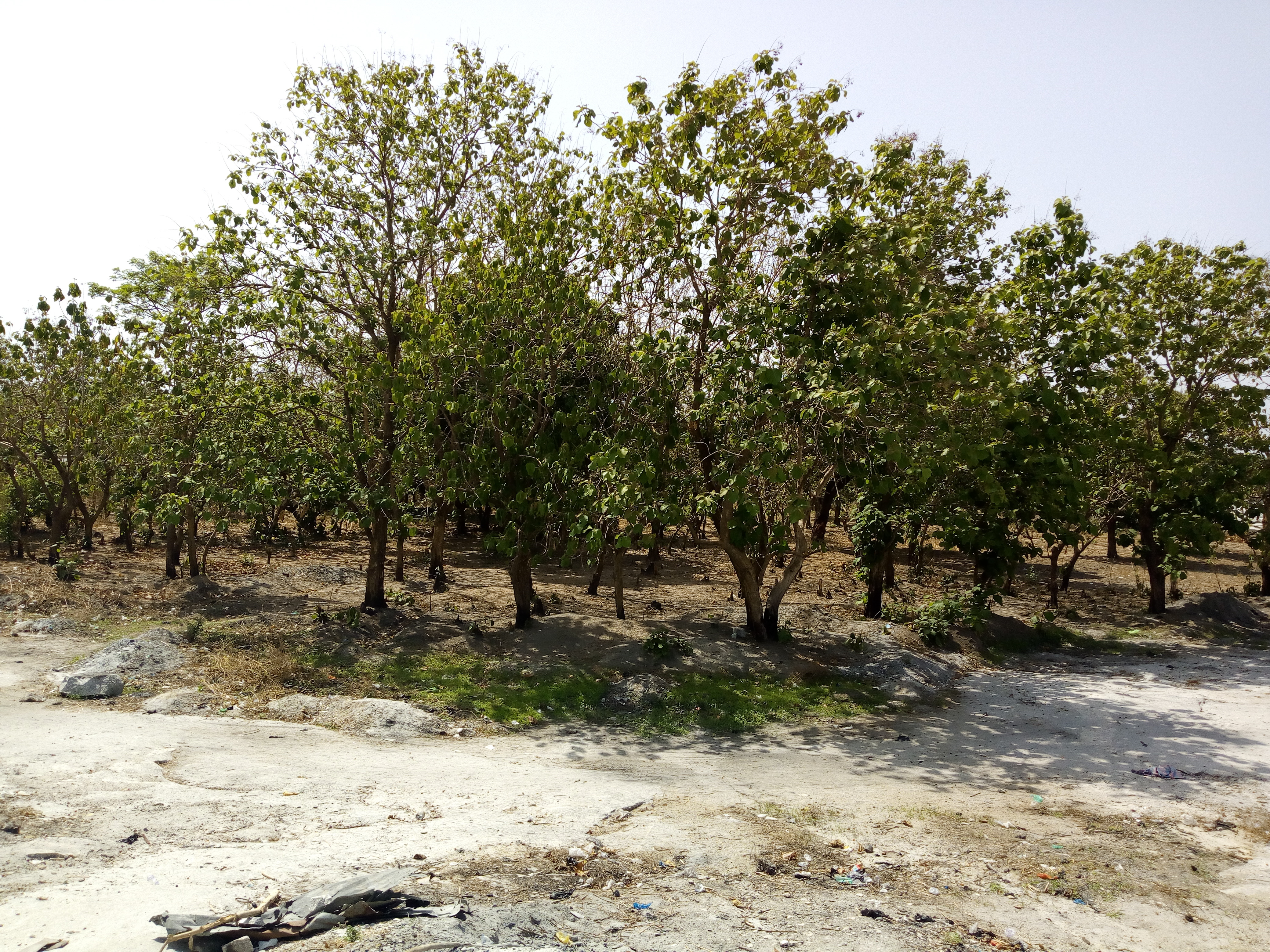
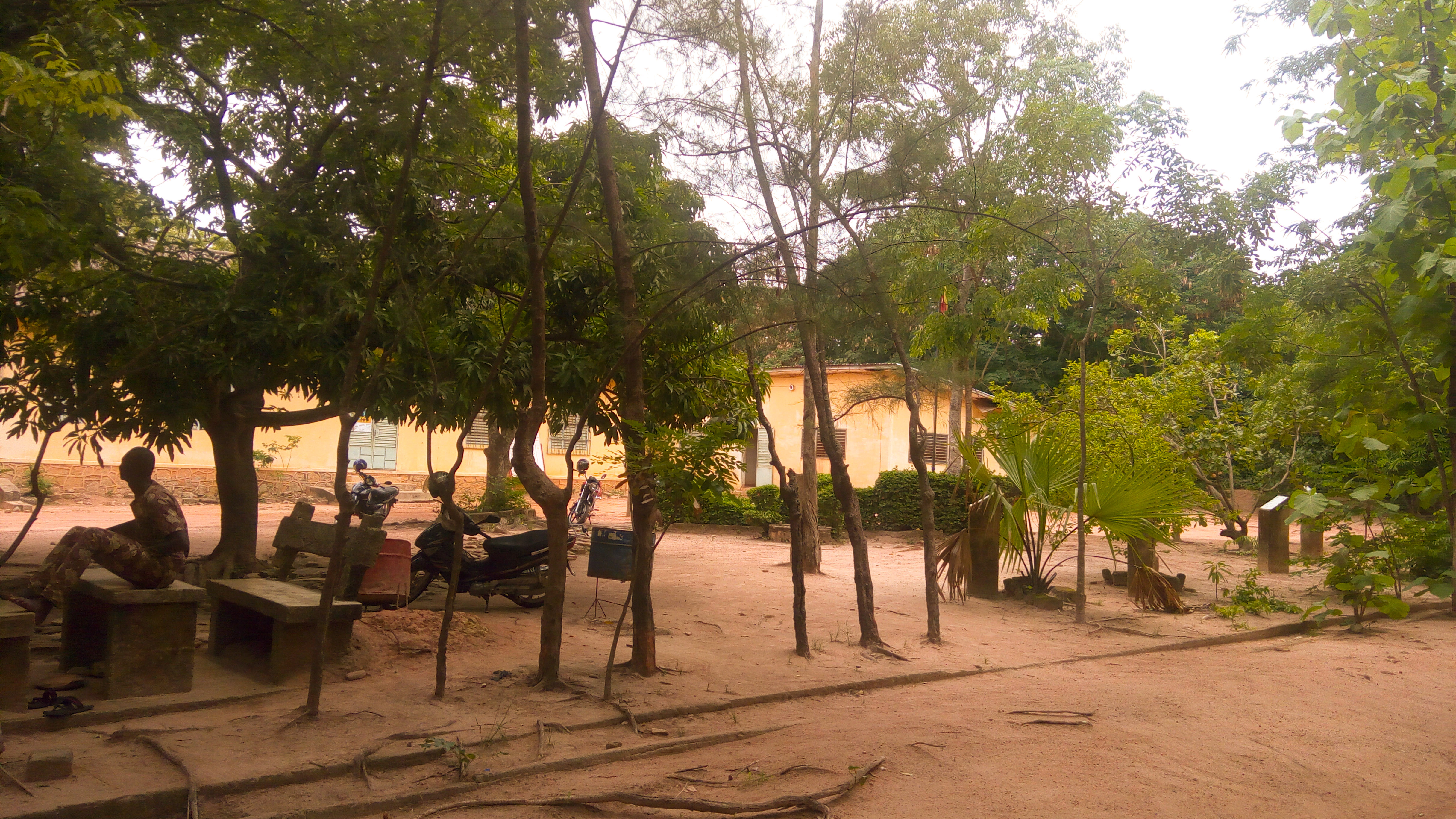

Une carrière de granite de type artisanal, où travaillent surtout des femmes et des enfants, se trouve au sud-ouest de la ville.

Site de concassage de granite.
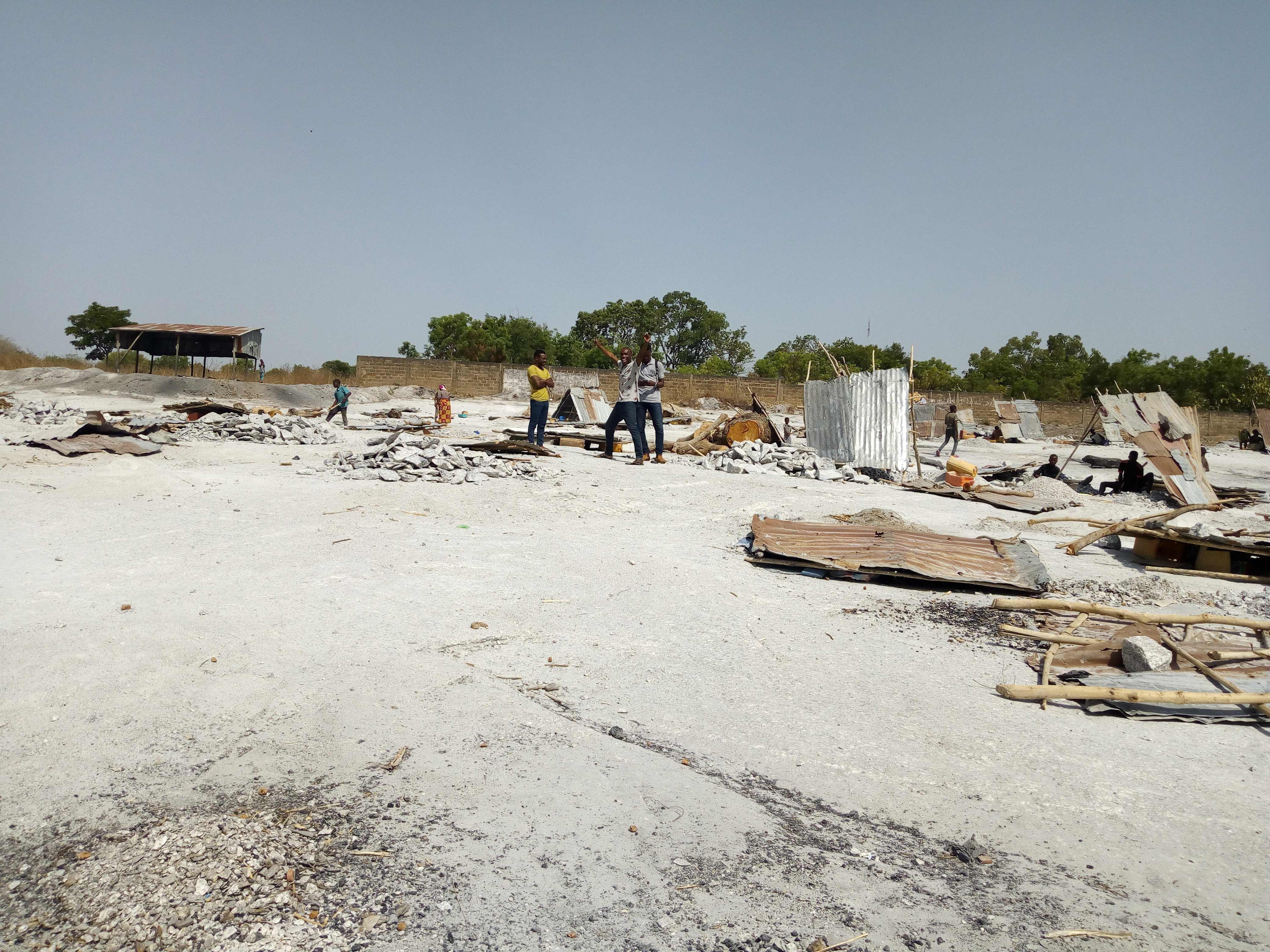
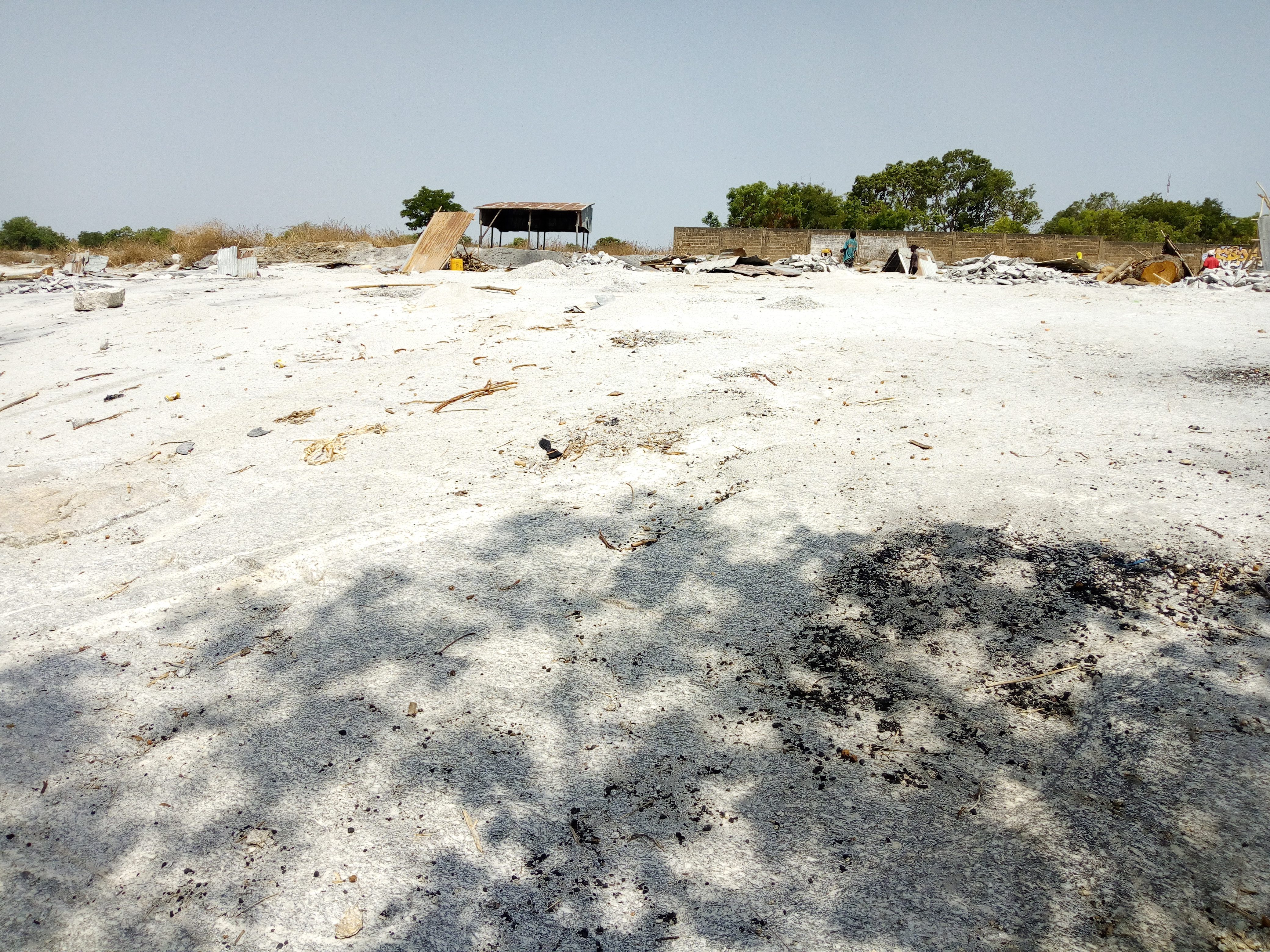
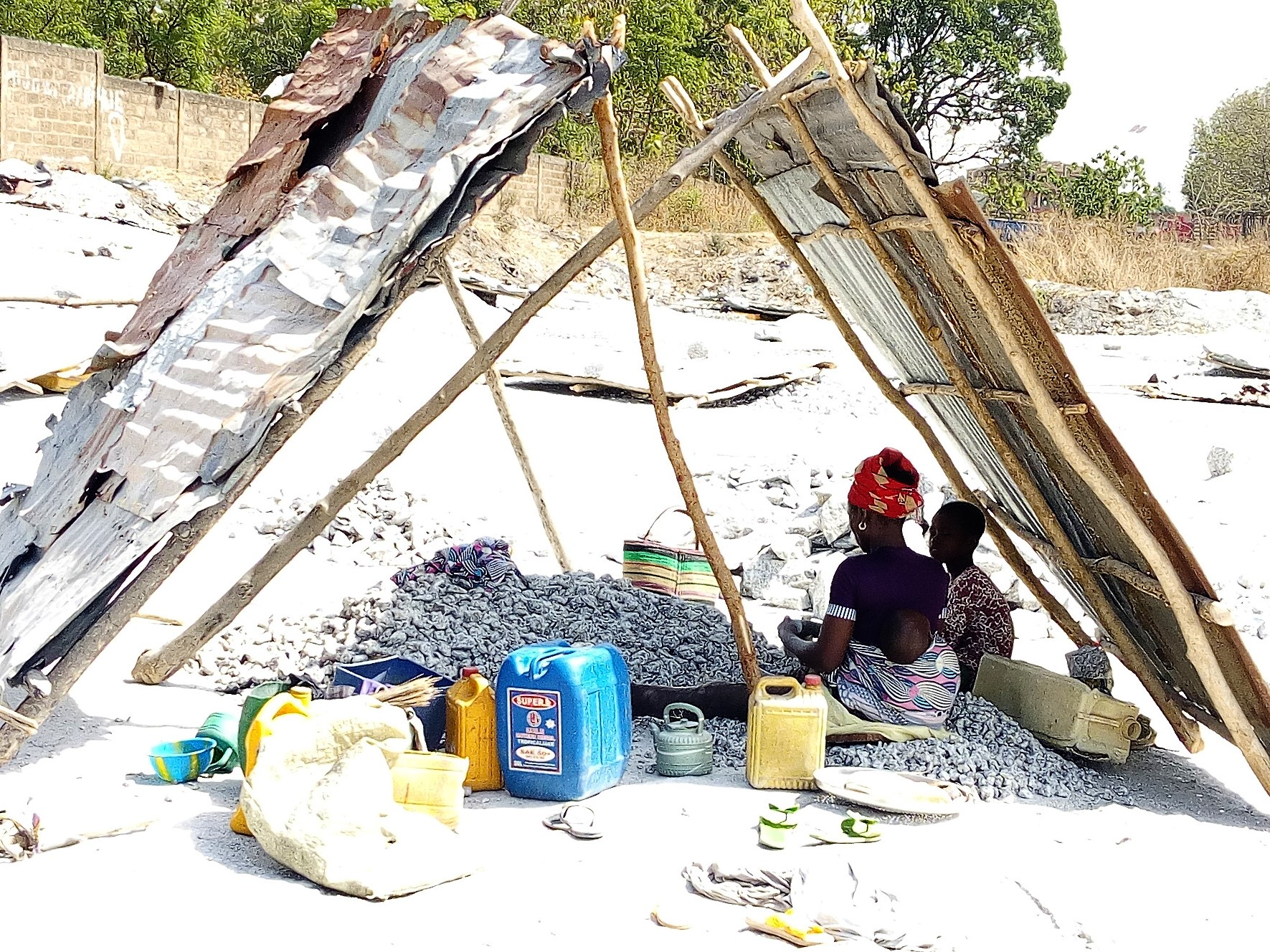
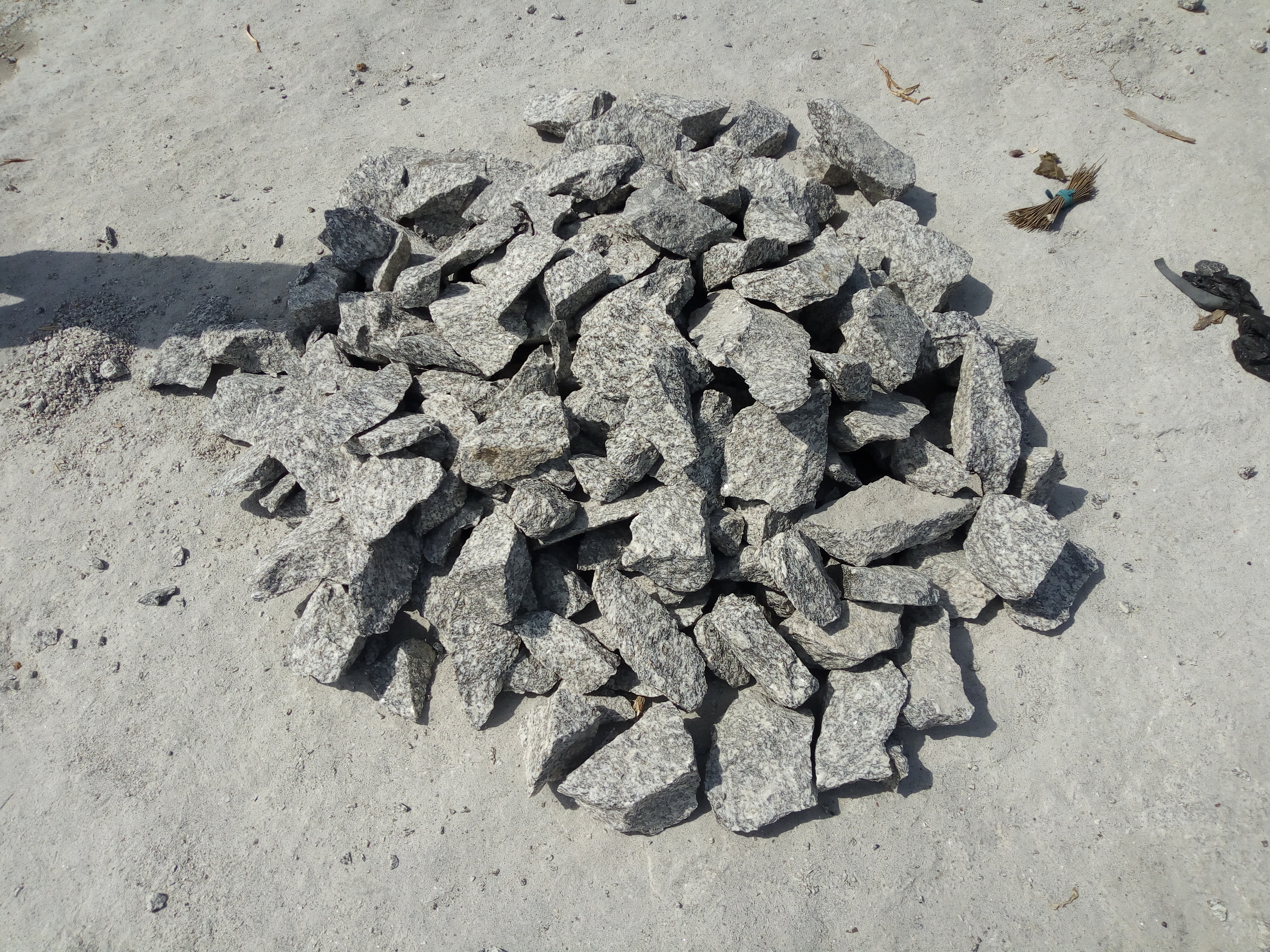

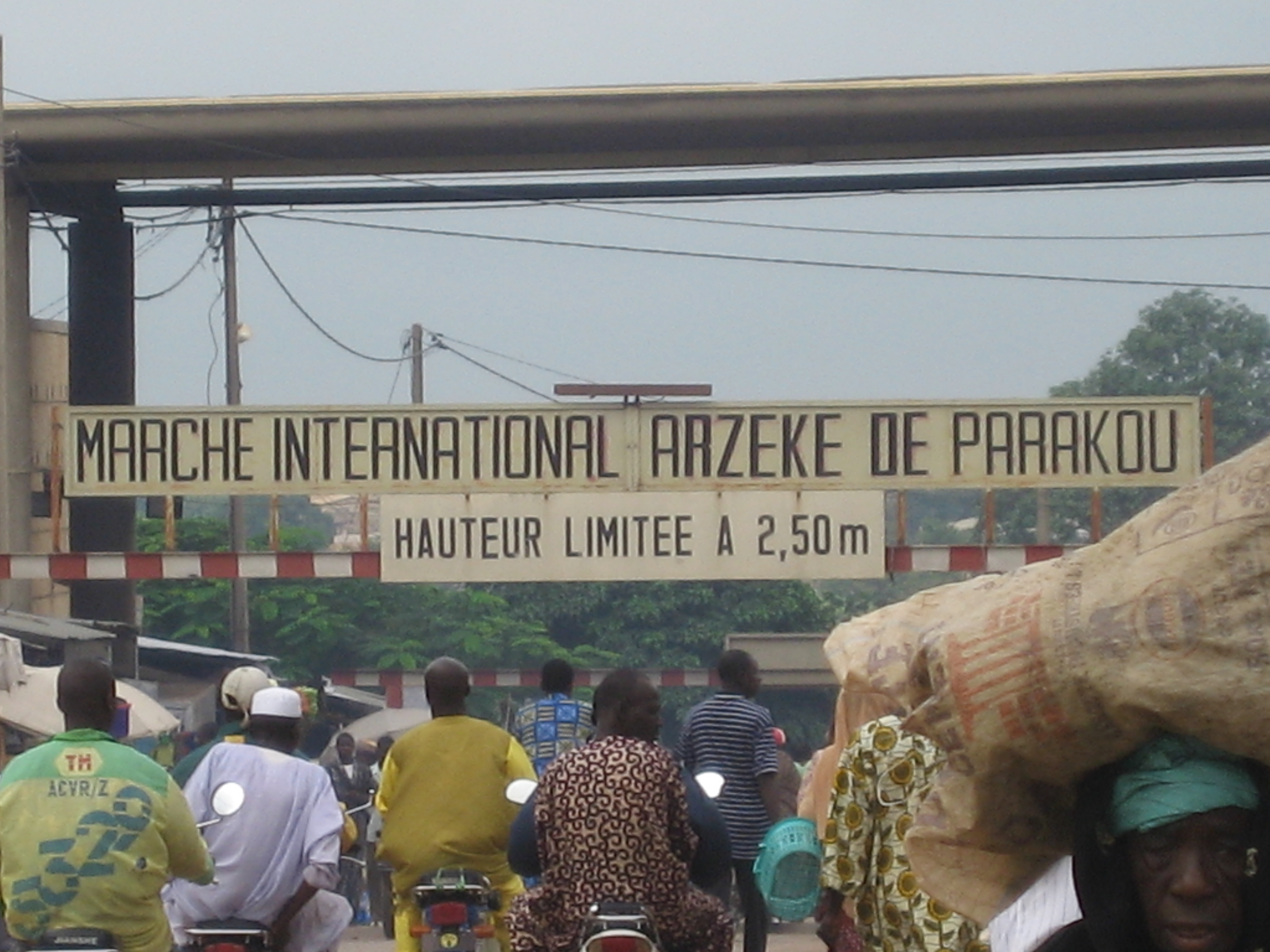
Le grand marché Arzeke

Le marché Arzeke est le principal lieu d'échanges commerciaux de la ville.

## Transports
Transport ferroviaire
La ligne ferroviaire, construite au cours de la colonisation, relie Cotonou à Parakou. Elle devait être prolongée jusqu'à Niamey, la capitale du Niger en traversant le fleuve Niger, et au-delà rejoindre le Burkina Faso. Actuellement[Quand ?] ne circulent plus que de rares trains de marchandises. Les trains de voyageurs ont été suspendus depuis plusieurs années.
Transport routier

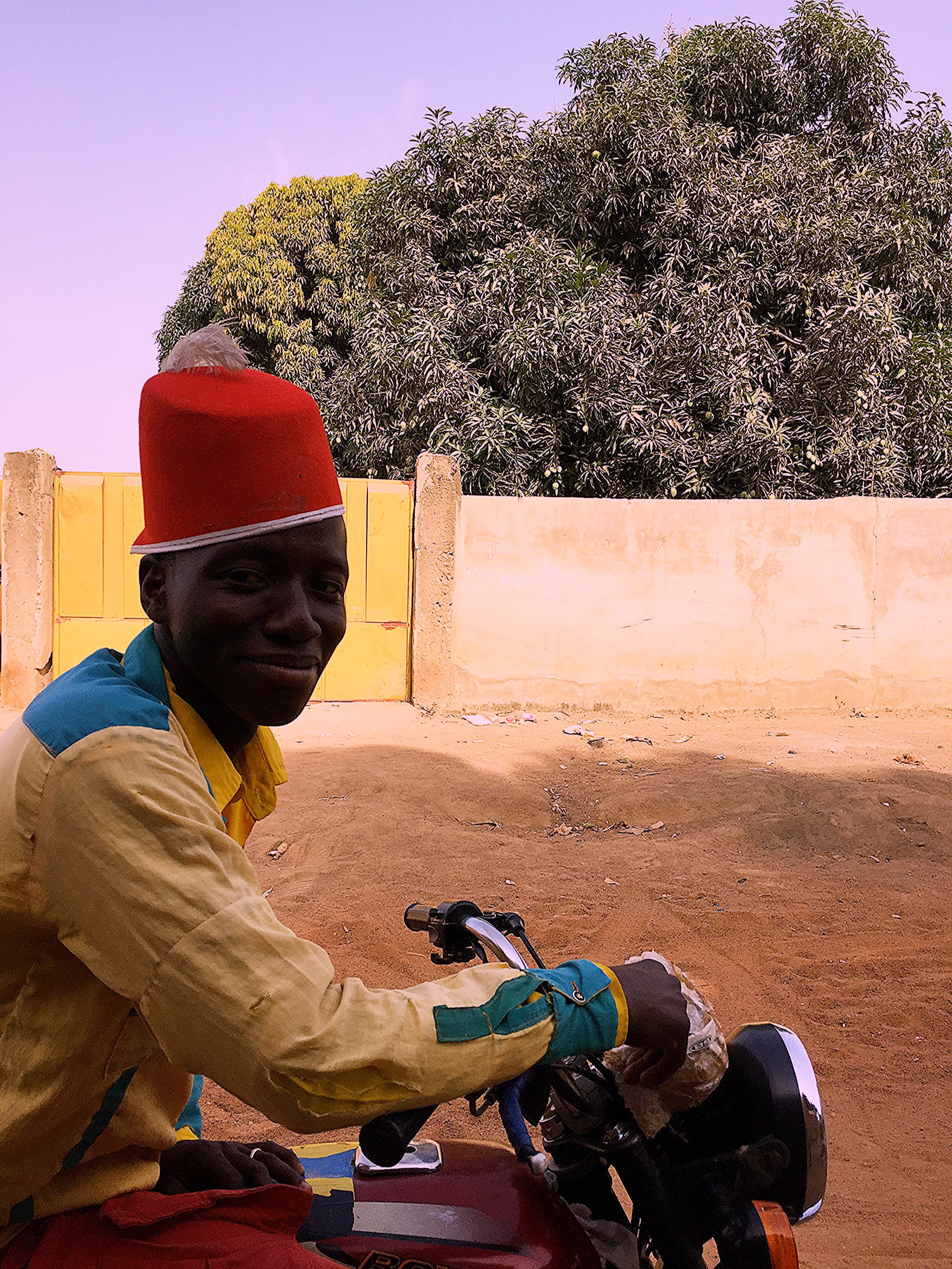
Zemidjan à Parakou.
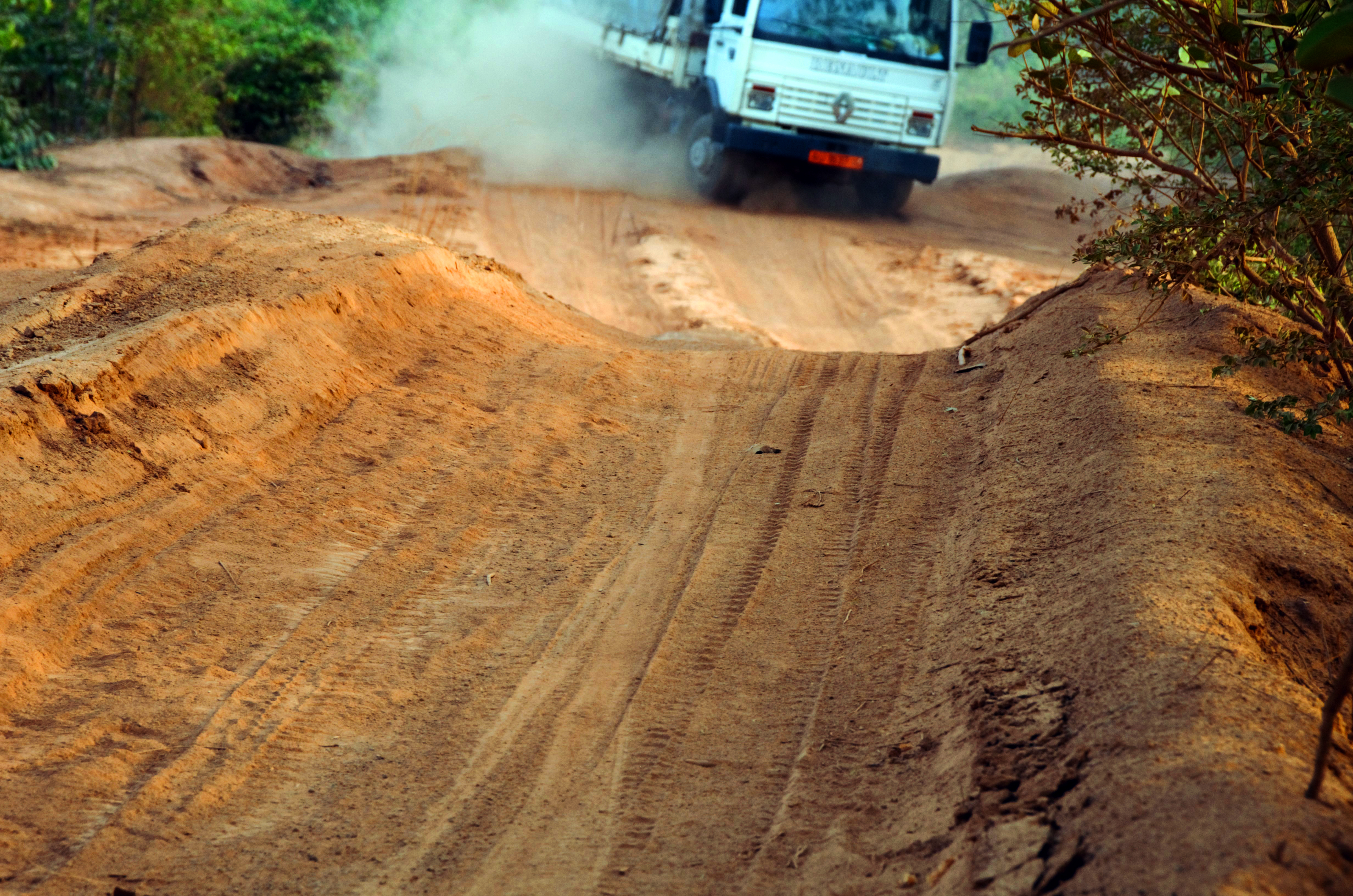
Camion sur une piste rurale à Badékparou.

.

## Culture

### Musée
- Musée ethnographique et de plein air de Parakou

Les travaux de construction commencent en 1972. En 2004, le musée ouvre finalement ses portes au public. Composé de plusieurs blocs, on y rencontre près de 563 objets inventoriés.

### Bibliothèques et médiathèques
La ville dispose de plusieurs bibliothèques dont la Bibliothèque Départementale du Borgou.

## Éducation

### Enseignement supérieur
La ville compte une université, l'Université de Parakou, fondée en 2001.

### Enseignement secondaire
On y retrouve le Lycée Mathieu Bouké de Parakou et plusieurs collèges d'enseignement Général (CEG)

#### Liste des Collèges d'enseignement général de Parakou

##### Type Public
En plus du Lycée, il y a actuellement huit (08), 8 CEG à Parakou
- CEG BANIKANNI
- CEG ZONGO
- CEG GUEMA
- CEG TITIROU
- CEG OKEDAMA
- CEG TITIROU
- CEG HUBERT C. MAGA
- LYCEE MATHIEU BOUKE
- CEG ALBARIKA
- CEG NIMA

##### Type Privé
.Collège Academia
- Le collège Catholique Saint Thomas D'Aquin
- Le collège catholique Les Hibiscus
- Le Collège Roger LAFIA
- Le Collège Mont Nimba
- Le collège franco-arabe Ben Rachid
- Le collège La Boussole
- Le collège La Transcendance
- Le collège Afriqu'Elite
- Le collège Espoir Plus
- Le CPS Al Houda
- Le CPS Moubarack
- Le CSP Oumar Ben Khattab
- Le CSP Imam Kassim
- Le CSP La Miséricorde
- Le Collège Les Merveilles Séniros
- Le CP Opkara

## Lieux de culte

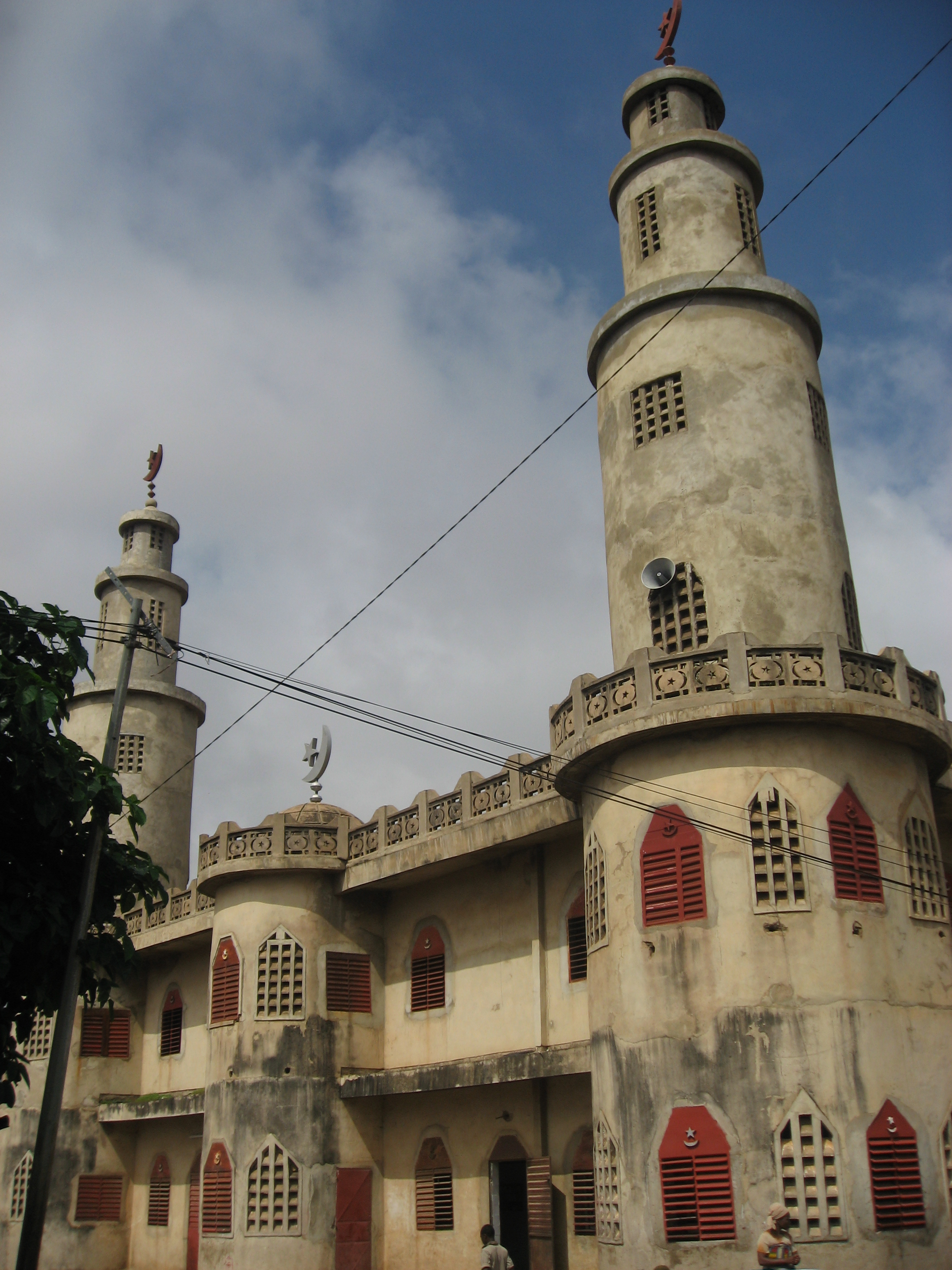
Mosquée de Parakou

Parmi les lieux de culte, les plus nombreux sont les mosquées musulmanes , dont la mosquée centrale de Yéboubéri dans le deuxième arrondissement, la mosquée centrale de Yarakinnin dans le premier arrondissement, la mosquée du Centre Al Houda dans le troisième arrondissement de Parakou.
Parmi les églises et temples chrétiens : Archidiocèse de Parakou (Église catholique), Église Protestante Méthodiste du Bénin (Conseil méthodiste mondial), Église du christianisme céleste, Union des Églises Baptistes du Bénin (Alliance baptiste mondiale), Living Faith Church Worldwide, Redeemed Christian Church of God, Assemblées de Dieu.

## Personnalités nées à Parakou

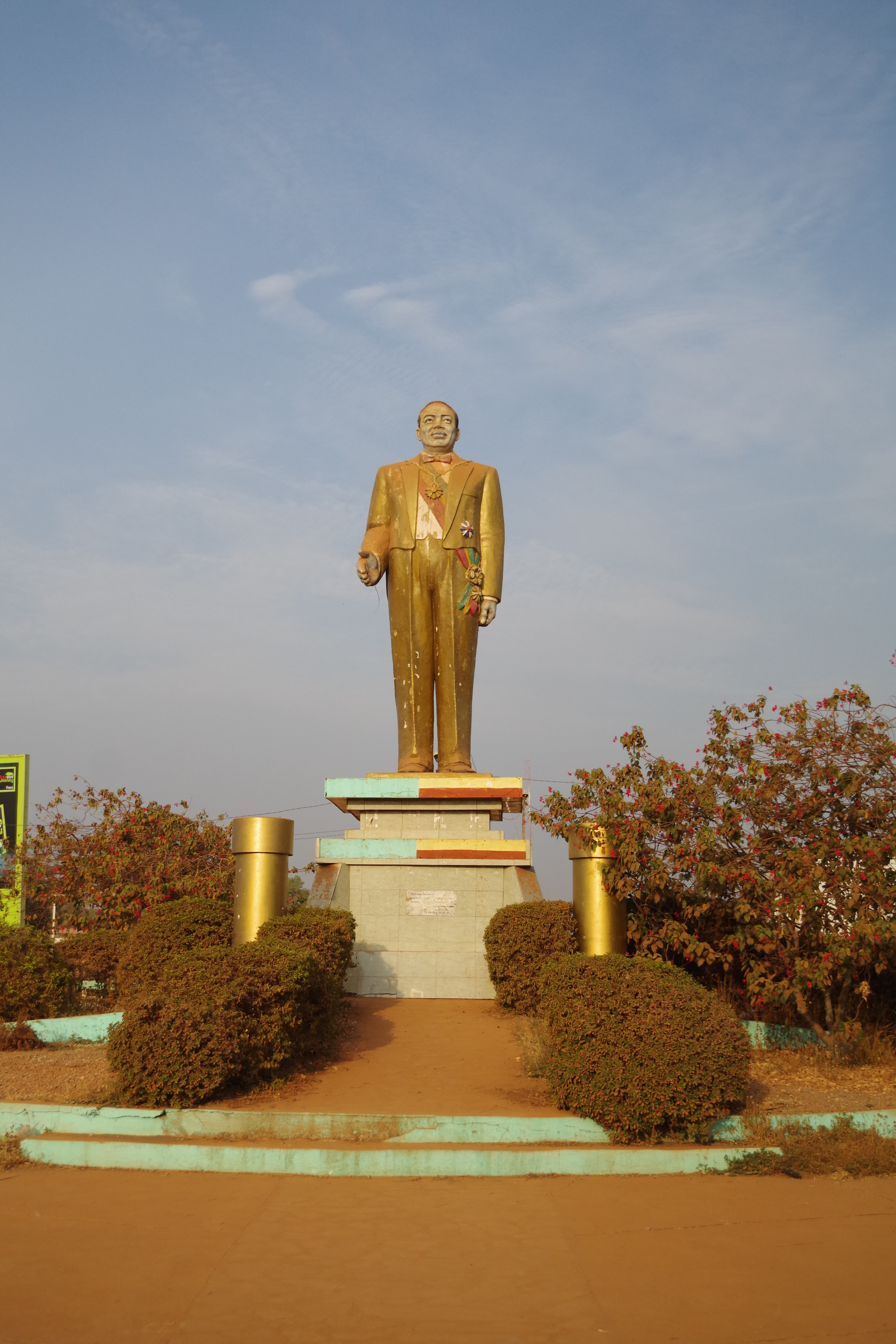
Statue d'Hubert Maga à l'entrée de la ville.

- Hubert Maga (1916-2000), homme politique.
- Mama Chabi (1921-2001), homme politique.
- Mama Arouna (1925-1974), homme politique.
- Marc Aillet (1957-), évêque français.
- Nouhoum Kobéna (1985-), footballeur.
- Achille Rouga (1987-), footballeur.
- Chikoto Mohamed (1989-), footballeur.
- Rachidi Gbadamassi (1969)Homme politique premier Maire de la commune de parakou de (2003
- Steve Mounié (1994-), footballeur.
- Abdel Fadel Suanon (1995-), footballeur.

## Jumelage
- Orléans (France)